# Central Nuclear Joseph M. Farley

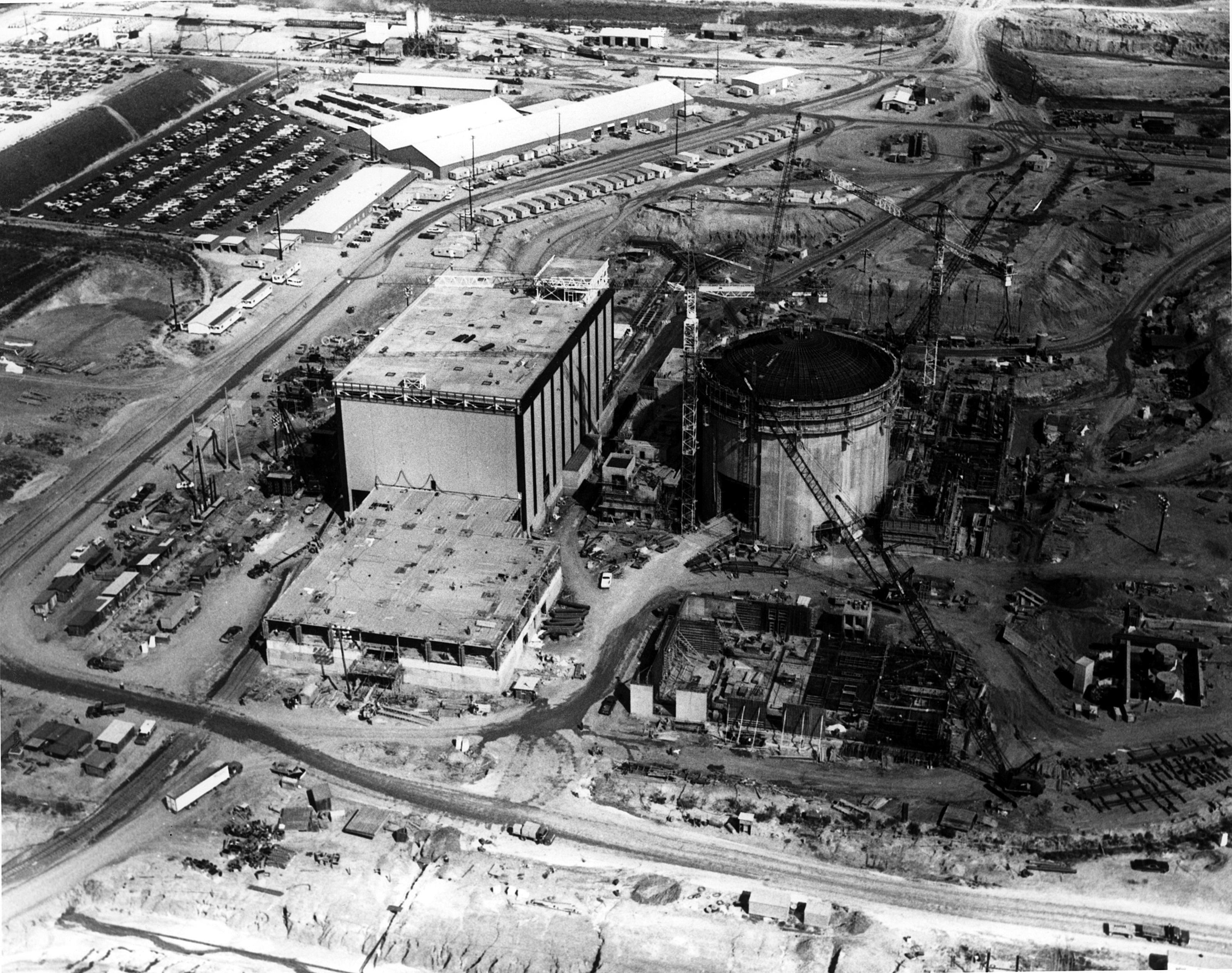
Distintas construcciones de la Central Nuclear Joseph M Farley.

La Central Nuclear Joseph M. Farley consta de dos unidades gemelas está situada cerca de Dothan, Alabama.  Su superficie de 7,4 km² en el Condado de Houston, Alabama en un entorno mayoritariamente agrícola y forestal.
Esta planta tiene dos reactores de agua a presión Westinghouse:
- Unidad 1: 833 megavatios.
- Unidad 2:  842 megavatios.

La construcción de la planta empezó en 1970. La Unidad 1 entró en funcionamiento comercial en diciembre de 1977. La Unidad 2 lo hizo en julio de 1981. El coste total de la planta fue de alrededor de 1,57 millardos de dólares.
Su funcionamiento corre a cargo de Southern Nuclear Operation Company, siendo propiedad de Alabama Power Company (una subsidiaria de Southern Company) y su nombre se le impuso en honor del primer presidente de la compañía y anterior CEO (director general principal)  de Southern Nuclear Operating Company. 
La Unidad 1 estuvo cerrada un corto período por haber sufrido un problema con las barras de control pero volvió a funcionar el 22 de junio de 2005.